# Liste der Bürgermeister von Roubaix

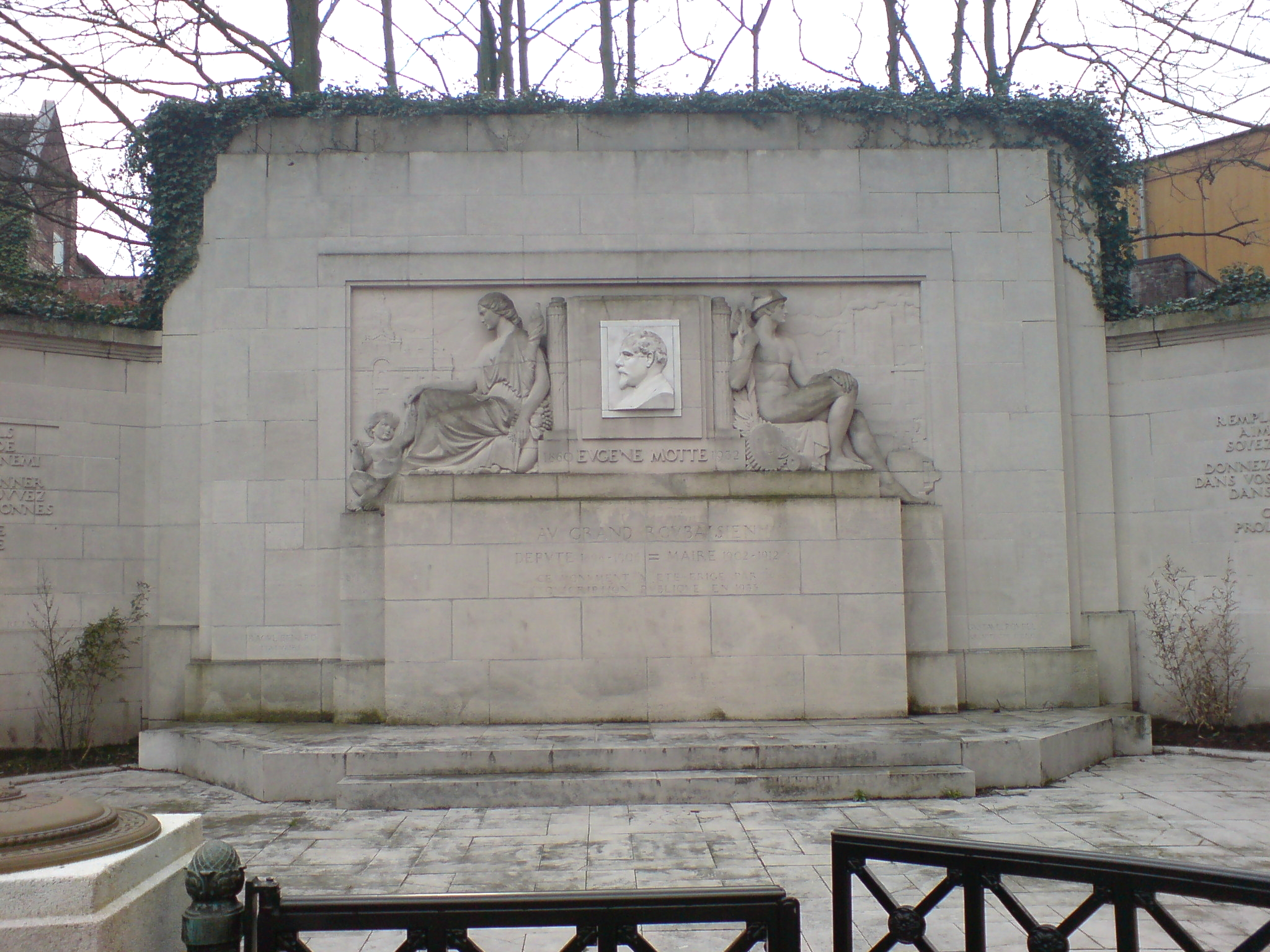
Denkmal für den Bürgermeister von Roubaix (1902–1912) Eugène Motte an der Ecke Rue de la Poste / Boulevard du Général Leclerc in Roubaix

Diese Liste der Bürgermeister von Roubaix zeigt die Bürgermeister (frz. maires) der nordfranzösischen Stadt Roubaix der letzten Jahrhunderte, seit der ersten Ernennung eines Bürgermeisters im Jahr 1790.

## Die Bürgermeister

### Bis 1799
Nach dem Ausbruch der französischen Revolution erhielt Roubaix mit der Ernennung von Pierre-Constantin Florin (eigentlich Pierre Constantin Prouvost) am 22. Januar 1790 ihren ersten Bürgermeister.
| Amtsbeginn         | Amtsende           | Name                              | Lebensdaten                  | Partei | Bemerkung                                                                                     |
| ------------------ | ------------------ | --------------------------------- | ---------------------------- | ------ | --------------------------------------------------------------------------------------------- |
| 22. Januar 1790    | 14. November 1791  | Pierre-Constantin Florin          |                              |        |                                                                                               |
| 14. November 1791  | 15. Mai 1792       | Floris Marie Joseph Delaoutre     | * 21. Juli 1752              |        |                                                                                               |
| 26. Mai 1792       | 15. Mai 1793       | Louis Lepercq                     |                              |        |                                                                                               |
| 20. Dezember 1793  | 7. März 1794       | Jean Baptiste Florin-Vanhoverskel |                              |        |                                                                                               |
| 13. August 1795    | 8. November 1795   | Pierre Constantin Joseph Prouvost | 8. Juni 1747 – 17. Juli 1808 |        | Vertreter des Dritten Standes in der Versammlung der Generalstände in Versailles im Jahr 1789 |
| 8. November 1795   | 22. März 1797      | Jean François Delfortrie          |                              |        |                                                                                               |
| 23. März 1797      | 15. September 1797 | Florin-Delbecque                  |                              |        |                                                                                               |
| 15. September 1797 | 20. Oktober 1797   | Pierre-Gilles Toulemonde          |                              |        |                                                                                               |
| 20. April 1797     | 20. April 1798     | Dervaux-Bulteau                   |                              |        |                                                                                               |
| 20. April 1798     | 20. April 1799     | Floris Marie Joseph Delaoutre     | * 21. Juli 1752              |        | Zweite Amtszeit                                                                               |
| 20. April 1799     | 1. November 1800   | Dervaux-Duforest                  |                              |        |                                                                                               |

### Von 1800 bis 1901
| Amtsbeginn        | Amtsende          | Name                           | Lebensdaten     | Partei | Bemerkung                                        |
| ----------------- | ----------------- | ------------------------------ | --------------- | ------ | ------------------------------------------------ |
| 1. November 1800  | 2. Juni 1808      | Floris Marie Joseph Delaoutre  | * 21. Juli 1752 |        | Dritte Amtszeit                                  |
| 2. Juni 1808      | 24. Oktober 1821  | Roussel-Grimonprez             |                 |        |                                                  |
| 24. Oktober 1821  | 4. Mai 1821       | Bulteau-Florin                 |                 |        |                                                  |
| 4. Mai 1821       | August 1830       | Boyaval-Roussel                |                 |        |                                                  |
| 3. September 1830 | Januar 1832       | Bonami Defrenne                |                 |        |                                                  |
| 3. April 1832     | 20. Juli 1833     | Salembier-Bulteau              |                 |        |                                                  |
| 20. Juli 1833     | 9. April 1834     | Wattine-Wattel                 |                 |        |                                                  |
| 9. April 1834     | 7. Juli 1836      | Auguste Mimerel                |                 |        |                                                  |
| 21. Juli 1836     | 26. Dezember 1837 | Salembier-Bulteau              |                 |        | Zweite Amtszeit                                  |
| 26. Dezember 1837 | 4. August 1840    | Floris Defrenne                |                 |        |                                                  |
| 4. August 1840    | Oktober 1840      | Screpel-Lefebvre               |                 |        |                                                  |
| Oktober 1840      | 24. Juni 1845     | Jean Baptiste Bossut           |                 |        |                                                  |
| 24. Juni 1845     | 25. Februar 1846  | L. A. C. J. Lanvin             |                 |        |                                                  |
| 25. Februar 1846  | 5. Januar 1848    | Salembier-Bulteau              |                 |        | Dritte Amtszeit                                  |
| 5. Januar 1848    | 21. Februar 1848  | Julien Mourmant                |                 |        |                                                  |
| 21. Februar 1848  | 19. November 1855 | Henri Delattre                 |                 |        |                                                  |
| 14. Dezember 1856 | 28. Mai 1856      | Jules Crombé                   |                 |        |                                                  |
| 28. Mai 1856      | 9. August 1860    | Tiers-Bonte                    |                 |        |                                                  |
| 9. August 1860    | Juli 1867         | Ernoult-Bayart                 |                 |        |                                                  |
| Juli 1867         | 6. Februar 1871   | Constantin Descat              |                 |        |                                                  |
| 6. Februar 1871   | 17. April 1871    | Jules Deregnaucourt            |                 |        |                                                  |
| 17. April 1871    | 31. Juli 1871     | Constantin Descat              |                 |        | Zweite Amtszeit                                  |
| 31. Juli 1871     | 16. Februar 1874  | Jules Deregnaucourt            |                 |        | Zweite Amtszeit                                  |
| 17. Februar 1874  | 9. Dezember 1876  | Constantin Descat              |                 |        | Dritte Amtszeit                                  |
| 9. Dezember 1876  | 16. August 1877   | Alexandre Famechon             |                 |        |                                                  |
| 16. August 1877   | 22. Januar 1878   | Alexandre Bulteau-Lenglet      |                 |        |                                                  |
| 15. Februar 1878  | 10. Mai 1878      | Alexandre Famechon             |                 |        | Zweite Amtszeit                                  |
| 10. Mai 1878      | 4. Juni 1880      | Charles Daudet                 |                 |        |                                                  |
| 5. Juni 1880      | 18. Februar 1881  | Jean Baptiste Delaporte-Bayart |                 |        | Erster Stellvertreter. Kommissarisch eingesetzt. |
| 18. Februar 1884  | 16. Mai 1892      | Léon Allart                    |                 |        |                                                  |
| 18. Mai 1884      | 16. Mai 1892      | Julien Lagache                 |                 |        |                                                  |
| 15. Mai 1892      | 17. Dezember 1901 | Henri Carrette                 |                 |        | Zurückgetreten                                   |

### Von 1901 bis 1944
Roubaix wurde nach Ausbruch des Ersten Weltkrieges am 14. Oktober 1914 von der deutschen Armee besetzt und unterstand bis zum 17. Oktober 1918 der militärischen Verwaltung unter Oberstleutnant Hoffmann. Der Bürgermeister Jean-Baptiste Lebas wurde in dieser Zeit festgenommen, da er sich geweigert hatte die Liste der 18-jährigen Einwohner an die Besetzer zu übergeben, damit diese zur Zwangsarbeit nach Deutschland geschickt werden konnte. Er wurde jedoch wieder freigelassen.
Im Zweiten Weltkrieg floh ein Großteil der Bevölkerung (es blieben lediglich 15.000 Personen in der Stadt), darunter auch der in seiner zweiten Amtszeit amtierende Bürgermeister Lebas. Sein Stellvertreter Fleuris Vanherpe übernahm das Amt kommissarisch, während Lebas zurückkehrte und die lokale Résistance-Gruppen organisierte. Beide wurden 1941 festgenommen und deportiert und starben in deutscher Gefangenschaft.
| Amtsbeginn        | Amtsende         | Name                | Lebensdaten                           | Partei                | Bemerkung                                                                                                   |
| ----------------- | ---------------- | ------------------- | ------------------------------------- | --------------------- | --- |
| 26. Dezember 1901 | 26. Januar 1902  | Edouard Roussel     | 28. Februar 1890 – 15. Dezember 1965  | Radicaux indépendants | Gemeinderat. Übernahm das Amt kommissarisch.                                                                |
| 26. Januar 1902   | 19. Mai 1912     | Eugène Motte        | 1860–1932                             |                       | |
| 19. Mai 1912      | 7. März 1915     | Jean-Baptiste Lebas | 24. Oktober 1878 – 10. März 1944      | SFIO                  | 1915 verhaftet und deportiert, 1916 wieder freigelassen.                                                    |
| 7. März 1915      | 21. Oktober 1918 | Henri Therin        |                                       |                       | Erster Stellvertreter. Übernahm das Amt kommissarisch.                                                      |
| 21. Oktober 1918  | Juni 1940        | Jean-Baptiste Lebas | 24. Oktober 1878 – 10. März 1944      | SFIO                  | Zweite Amtszeit; als Mitglied der Résistance im Mai 1941 festgenommen. Starb in der Gefangenschaft.         |
| Juni 1940         | 17. August 1941  | Fleuris Vanherpe    | † 17. August 1941                     |                       | Erster Stellvertreter. Übernahm das Amt kommissarisch. 1941 deportiert.                                     |
| 17. August 1941   | Januar 1942      | Marcel Guislain     | 14. Juni 1899 – 10. Juli 1986         | SFIO                  | Mitglied der Résistance. Am 3. Mai 1942 verhaftet und deportiert. Wurde 1945 aus dem KZ Buchenwald befreit. |
| Januar 1942       | Mai 1942         | Alphonse Verbeurgt  | 11. Dezember 1876 – 20. Dezember 1962 |                       | 1942 von der deutschen Besatzungsmacht verhaftet.                                                           |
| Mai 1942          | August 1942      | Charles Bauduin     |                                       |                       | |

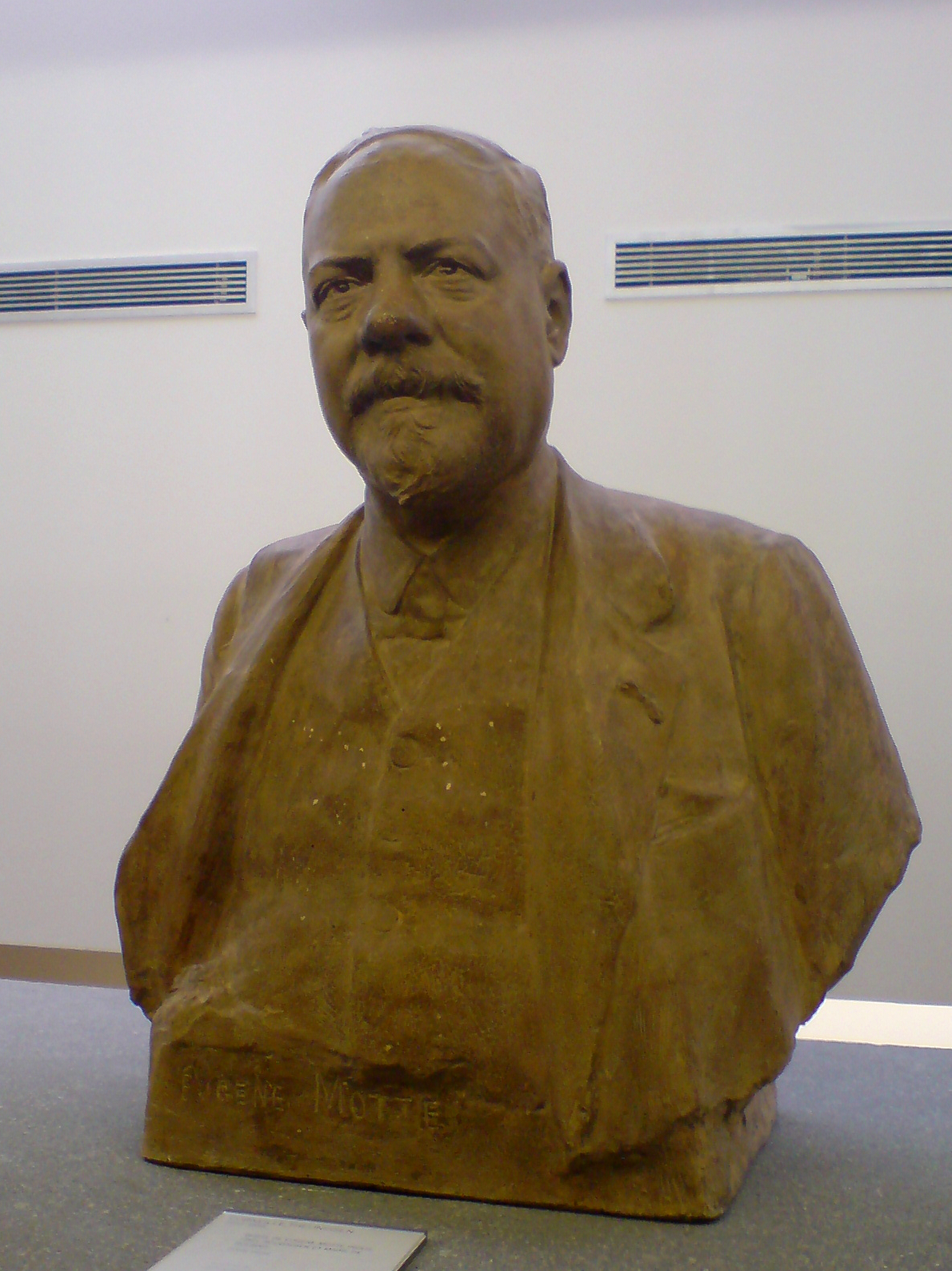
Eugène Motte
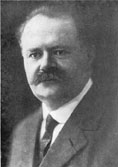
Jean-Baptiste Lebas

### Ab 1944
| Amtsbeginn    | Amtsende      | Name                | Lebensdaten                    | Partei | Bemerkung                                            |
| ------------- | ------------- | ------------------- | ------------------------------ | ------ | ---------------------------------------------------- |
| Juli 1944     | März 1977     | Victor Provo        | † 4. Oktober 1983              | PS     | 1944 als Bürgermeister eingesetzt, 1945 gewählt      |
| 13. März 1977 | 6. März 1983  | Pierre Prouvost     | * 25. August 1931              | PS     |                                                      |
| 6. Juni 1983  | 18. Mai 1994  | André Diligent      | 10. Mai 1919 – 3. Februar 2002 | UDF    | aus gesundheitlichen Gründen zurückgetreten          |
| 28. Mai 1994  | 13. März 2012 | René Vandierendonck | * 1. April 1951                | PS     | Vizepräsident der Lille Métropole Communauté urbaine |
| 22. März 2012 | 30. März 2014 | Pierre Dubois       | * 1941                         | PS     |                                                      |
| 6. April 2014 | amtierend     | Guillaume Delbar    | * 1971                         | LR     |                                                      |

Im März 2008 wurde René Vandierendonck mit 55 % der Stimmen im Amt bestätigt.